# Várdomb utcai zsinagóga (Szatmárnémeti)
A Várdomb utcai zsinagóga Szatmárnémeti SM-II-a-B-05207 kódszámú műemléke. A nagyzsinagóga (SM-II-m-B-05207.01) mellett hozzá tartozik az annak közvetlen szomszédságában álló Talmud Tóra Imaház (SM-II-m-B-05207.02), más néven kiszsinagóga vagy kistemplom.
A zsinagógát Szatmárnémeti zsidósága Nagytemplomnak is nevezte, egyike volt a város 28 zsinagógájának és imaházának, melyek közül ma már csak ez a két épület áll. A Bem (ma Hám János) utcai Chevra Máchziké Tóra imaház 2007 júliusában omlott össze.
A nagyzsinagógát a Szatmári Ortodox Izraelita Hitközség építtette Mandelbaum Farkas főrabbi idején, a nagyváradi Zárda utcai zsinagógáéval azonos tervrajzok alapján. A két „testvérzsinagóga” tervezője Bach Nándor volt. A kb. 300 ülőhelyes Talmud Tóra Imaházat 1927-ben építették a „Nagytemplom” mellé, miután az már túl szűknek bizonyult a szatmári ortodox zsidók befogadására.

## Elhelyezkedése
Szatmárnémeti belvárosában, a Várdomb utcában (ma Decebal utca) található, a Szatmár Megyei Könyvtár és az Eminescu Főgimnázium épületei között, a Szamos Áruház hátsó bejáratával szemközti oldalon. A két zsinagóga egymás mellett helyezkedik el, főhomlokzatuk az utcafrontra néz. Mögöttük található a Szatmári Izraelita Hitközség székháza, a két épület között pedig az utcafrontra néző Holokauszt-emlékmű, mely a Szatmárnémetiből deportált, közel húsz ezer zsidó meghurcoltatásának (és többségük elpusztításának) állít emléket. A nagyzsinagóga helyén állt az első szatmári ortodox zsinagóga, melyet 1858-ban adtak át.

## Története
Azon a helyen, ahol a Várdomb utcai zsinagóga áll, korábban már létezett egy ortodox nagyzsinagóga, amelyet szintén Mandelbaum Farkas idején, 1858-ban adtak át. Ez a zsinagóga is ortodox épület volt, a benne folyó liturgiát szintén a legszigorúbb hagyományőrzés jellemezte, már az ortodox-neológ szakadás előtt is.
Amikor 1868-ban a magyarországi zsidóság három részre szakadt a hitfelekezeti kongresszuson (kongresszusira, azaz neológra, ortodoxra és Statusquo Ante irányzatra), értelemszerű volt, hogy a merev hagyományőrzéséről híres Mandelbaum rabbi és hitközsége az ortodoxiát válassza. Ugyanakkor szinte azonnal megjelentek a kongresszusi eszmék is a hitközségben, de ezek a főrabbi idejében még nem vezettek végleges szakadáshoz (a rabbi halála után viszont szinte azonnal kiváltak a kongresszusiak és más reformpártiak a hitközségből).
A hitközség hivatalosan csak 1869-ben döntött az ortodox irányvonal mellett (ezt a döntést 1871-ben újra megerősítették). A késlekedés oka a hitközség törékeny egységének megtartása volt – miközben mindvégig egyértelműnek tűnt, hogy a mereven konzervatív főrabbi vezetése alatt a szatmáriak semmiképp sem csatlakozhatnak más felekezetekhez.
Az 1868-ban épített zsinagóga állaga rohamosan romlott, ráadásul szűkössé is vált a hitközség számára. A vezetők és főrabbijuk hamarosan új zsinagóga építése mellett döntöttek. Az új (mai) nagyzsinagóga a régi helyén épült fel a Várdomb utcában, 1891-ben, az 1890-ben épült nagyváradi ortodox zsinagóga tervrajzai szerint (a két „testvérzsinagógát” Bach Nándor tervezte). Ezzel a Nagytemplom az első, eleve ortodoxnak épült zsinagóga a városban.

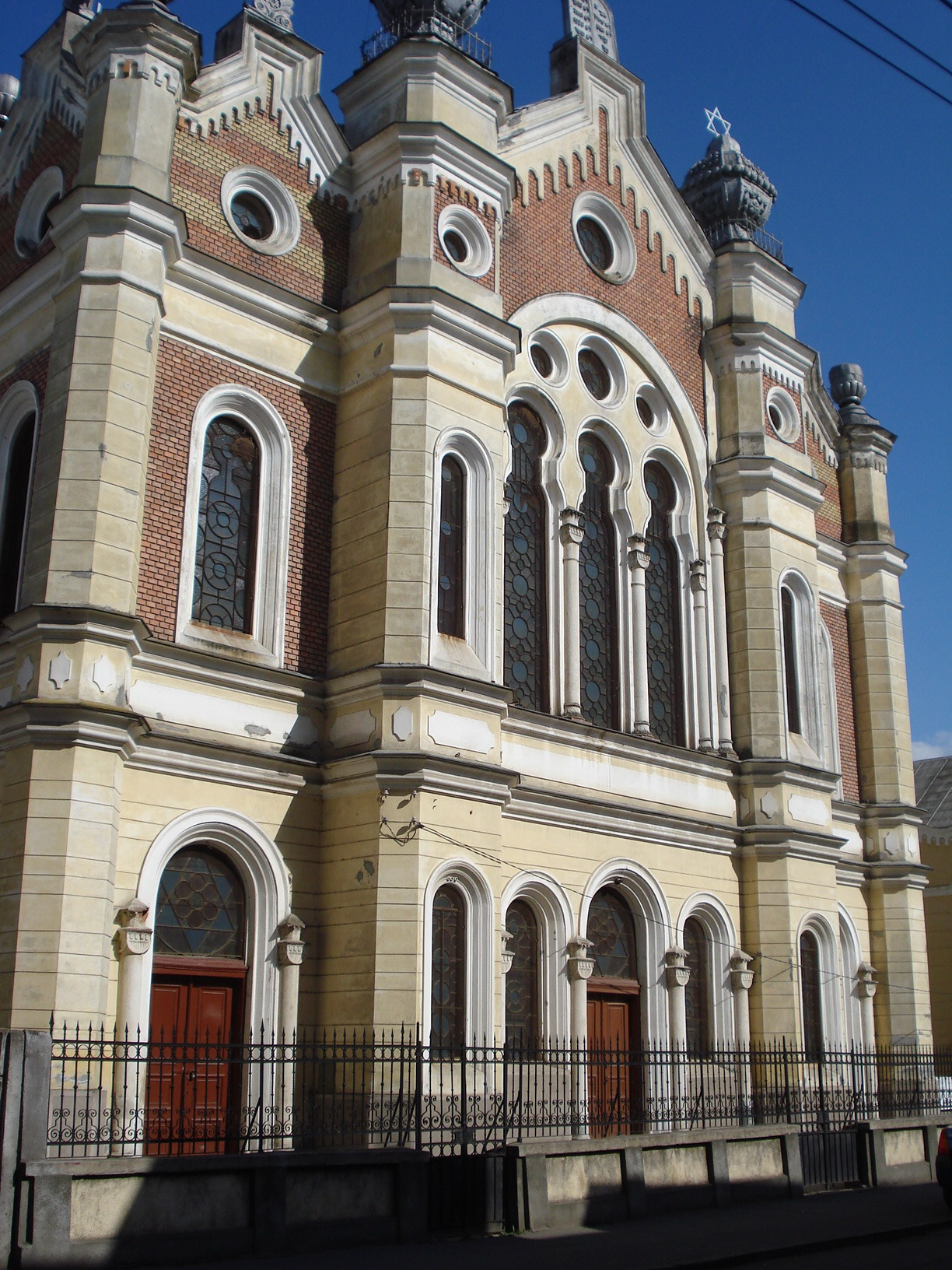
A Nagytemplom főhomlokzata

Közel 800 személyes terme és hatalmas női karzata van. Kiépítése és berendezése az ortodox zsinagógák tipikus felépítése szerint történt: hátul tóraszekrény, két oldalán az elöljárók padjai, a bima (szószék) pedig középen található, ellentétben a neológok keresztény típusú szószékeivel. A nők a karzatokon foglaltak helyet, rácsos elválasztófal mögött. Orgona – természetesen – nincs a zsinagógában (Szatmárnémeti egyetlen zsinagógájában sem volt ilyen hangszer, még a későbbi, neológba hajló státuszkó hitközség is tartózkodott ettől az újítástól). Mandelbaum rabbi még az ortodoxoknál megengedett, egyes ortodox hitközségekben akkor divatos újításnak számító kórust is tiltotta - csupán énekes kántora volt a gyülekezetnek.
Mandelbaum rabbi halála után a reformpártiak elhagy5ák a hitközséget, az ortodox hitközség azonban megerősödöttk. Egyre hangsúlyosabbá vált a haszid szemlélet hatása (noha teljes egészében nem haszidizálódott a szatmári ortodoxia). A zsinagóga és a hitközség Teitelbaum Joel főrabbi idején (1934–1944) élte virágkorát, melynek a holokauszt vetett véget.
A gettósítások idején és a deportálást megelőzően a nyilasok a zsinagóga szószékét használták a megalázó hüvelyvizsgálatok elvégzésére (testnyílásokba rejtett ékszerek után kutatva).
Szatmárnémetiből 1944. május 19-e és június 1-e között hat szállítmánnyal 18 863 Szatmár megyei zsidó embert deportáltak a haláltáborokba (köztük az ekkor 13 000 fő körüli szatmárnémeti zsidóságot), elsöprő többségük odaveszett (emléküket a szatmárnémeti ortodox zsidó temető Holokauszt-emlékkápolnája és a két zsinagóga közti Holokauszt-emlékmű őrzi).
A haláltáborokból mindössze néhány ezren tértek vissza, akik 1947-ben megkezdték a hitközség újjászervezését. Ekkor még mindkét hitközség újjáalakult, a Status quo közösség rabbija azonban hamarosan alijázott, majd a hívek tömeges elvándorlása után megszűnt a hitközség is. Az ortodox hitközség – és egyben a Várdomb utcai zsinagóga és imaház – főrabbija Náftali Hálpert lett, 1982-es alijázásáig. Azóta nincs rabbija a hitközségnek, amely már Szatmárnémeti Izraelita Hitközség néven, irányzatfüggetlen egységes hitközségként működik tovább. Tagjai ma már zömmel egykori neológ és státuszkó zsidók, kisebb részben valamikori ortodoxok. A hitközség jelenlegi elnöke Décsei Miklós (korábbi elnöke, Steinberger Miklós néhány évvel ezelőtt[mikor?] hunyt el). 1992-ben 58 izraelita élt Szatmárnémetiben.

### Rabbik
A zsinagóga – egyben a Szatmárnémeti Ortodox Izraelita Hitközség – főrabbijai voltak:
- Mandelbaum Farkas (1842–1897)
- Grünwald Juda (1898–1920)
- Grünwald Lázár (1921–1928)
- Teitelbaum Joel (1934–1944)
- Náftali Hálpert (1947–1982)

Megjegyzés: 1928 és 1934 között hatéves hatalmi harc volt a rabbiszékért. 1982 óta nincs rabbija a hitközségnek.

## Stílusa
A zsinagógára a mór építészet megoldásai épp úgy jellemzőek, mint a szecesszió. Egyes leírások szerint romantikus stílusú (a romantikára jellemző neo-irányzatok a zsinagógaépítészetet is érintették – leginkább a mór építészet megoldásaihoz fordulva). Muhi Sándor az épület eklekticizmusát hangsúlyozza, rámutatva a templomot jellemző stíluskeveredésre. Szerinte „Az a sokszor leírt, elhangzott megállapítás, miszerint a zsinagóga mór stílusú – tévhit. Ilyen stílus nincs, mór építészet viszont van, és ennek keretén belül beszélhetünk toledói vagy sevillai stílusról. Az utóbbiak stílusjegyeire emlékeztetnek kissé a homlokzat falpilléreinek (féloszlopainak) oszlopfői valamint a nagy, félkörös ívbe foglalt hármas ablak”

## Leírása[2]
A szatmárnémeti ortodox zsinagóga (Nagytemplom) és a Talmud Tora imaház a belvárosában, a Várdomb (jelenleg Decebal) utcában található. Az épületek nyugati főhomlokzatai párhuzamosak az utca vonalával, a mögöttük húzódó udvarban pedig a Szatmárnémeti Izraelita Hitközség székhelyének épülete helyezkedik el. Ugyancsak az udvarban található, a két templom között, a szatmárnémetiből deportált zsidók emlékműve.
Az eklektikus stílusú zsinagóga alaprajzi szempontból a 19. század végére elterjedt hosszanti terű, csarnokrendszerű, a belső teret három oldalról női karzattal körülvevő zsinagógák típusába tartozik. Az épület kelet-nyugat tájolású, nyugati főhomlokzata az utca vonalát követi.
A háromtengelyes főhomlokzat téglaarchitektúráját a főpárkány fölé emelkedő ötoldalú, változó nagyságú urnákkal lezárt falpillérek, párkányok és félköríves záródású nyílászárók, valamint a bejárati szint nyílászáróit díszítő stilizált fejezetű féloszlopok vakolt tagozatai teszik változatossá. A főbejárat vonalában egy félköríves záródású, áttört orommezejű, féloszlopok által patkóívekre tagolt háromosztatú ablak, a mellékbejáratok fölött pedig egy-egy félköríves záródású ablak látható. Az oromzatok csúcsaira különböző díszítőelemek kerültek, középen Mózes törvénytábláira utaló feliratos kőtáblák, a széleken pedig palmettadíszek láthatóak.
A zsinagóga belső terébe az előtéren keresztül lehet belépni. A tér közepén a tóraolvasásra szolgáló emelvény, a bima, a „keleti fal" (mizrah) előtt pedig a zsinagógai tértől egy díszráccsal elválasztva félköríves fülkébe mélyített, oszlopokkal keretezett tóraszekrény áll. A frigyszekrény fölött héber felirat olvasható. Itt is megjelennek a jellegzetes zsidó díszítőelemek, a Dávid-csillag, Mózes törvénytábláira utaló kőtáblamotívumok. A tóraszekrény két oldalán stallumok kaptak helyet, ezek egykoron az elöljárók számára voltak fenntartva. A zsinagóga belső tere keleties hangulatú, a teknőboltozatot dekoratív festés, geometrikus, négyzetes illetve trapéz alakú kerettel közrefogott stilizált növényi ornamentika, az oldalfalakat pedig patronmintás, palmettás díszítést idéző festés díszíti.
A zsinagóga mellett működő imaház előtérből és nyugati karzatos liturgikus térből álló téglány alaprajzú épület. Két bejárata a nyugati és északi homlokzatok középtengelyében helyezkedik el.
Háromtengelyes, lizénákkal tagolt vakolatarchitektúrájú főhomlokzatát ívsorral díszített párkány zárja le, föléje pedig többszörösen ívelt, barokkos jellegű oromzat emelkedik. Az oromzatot lezáró félkörívben Dávid-csillag fölött héber felirat látható. Az egyenes záródású főbejárat két oldalán egy-egy kosáríves ablak nyílik. Az alsó szint nyílászáróit és az emelet félköríves záródású ablakai stukkóból kialakított keret fogja közre.

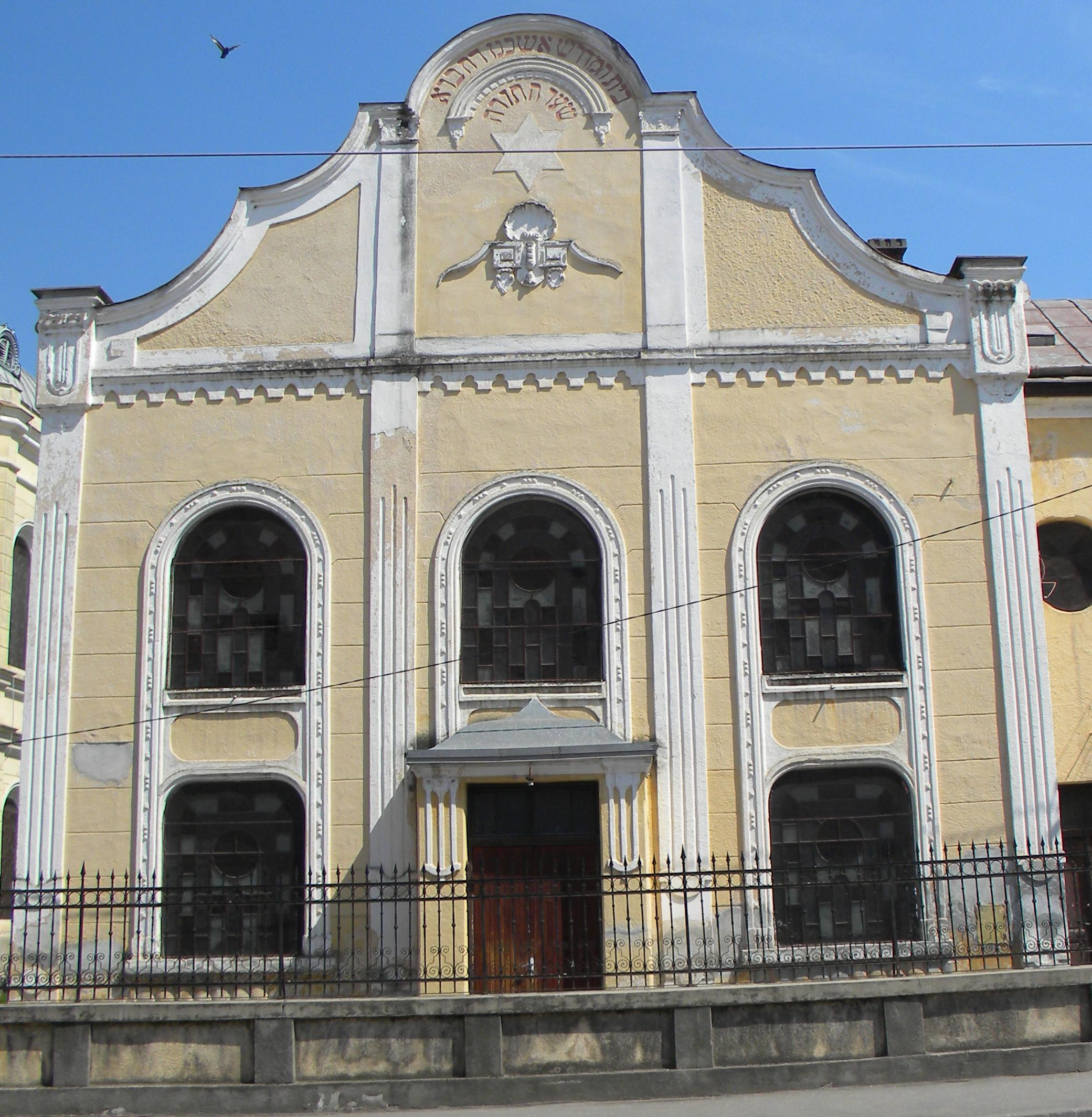
A Talmud Tora Imaház homlokzata

Megjegyzés: a leírás Bara Júlia műemlékleírása alapján készült (a részletesebb leírást lásd: a Romániai magyar lexikonban)

## Talmud Tóra Imaház
Amikor a szatmárnémeti zsidóság lélekszáma (a XX. század elejére) meghaladta a 8000 főt, időszerűvé vált egy új, kisebb méretű zsinagóga megépítése a régi telken. A Nagytemplom déli oldalán elhelyezkedő új zsinagóga felépítésére a húszas évek második felében került sor. Építési munkálatai 1927-ben fejeződtek be.

Noha méretei és 300 személyes befogadóképessége alapján az ország számos településének zsinagógájával vetekedhet, a „Nagytemplom” hatalmas épületének szomszédsága folytán a szatmári népnyelv (a zsidóság is) „imaházként” vagy „kistemplomként” emlegeti.

## Holokauszt-emlékmű
A két zsinagógaépület között található a Holokauszt-emlékmű, amely a Soá alatt Szatmárnémetiből deportált 18 863 zsidó szenvedéseinek, és többségük halálának állít emléket. A fehér márványemlékmű egy kör alakú, emelt betontalapzatba illesztett kék Dávid-csillag mögött helyezkedik el, és a következő feliratot tartalmazza négy nyelven (héberül, románul, magyarul és angolul):
„A Szatmárnémetiből és környékéről 1944. május-júniusban a fasiszta magyar kormány rendelete alapján az Auschwitz-Birkenaui haláltáborokba deportált 18 000-nél több, ott döntő többségükben kivégzett zsidó emlékére. Emlékük legyen örökké áldott!”
A műemlék a város második Holokauszt-emlékhelye (az első az ortodox izraelita temető Holokauszt-emlékkápolnája). Bal oldalán, a Nagytemplom falán további (fekete) emléktáblák találhatóak, rajtuk a népirtás szatmári áldozatainak neveivel, és a következő, szintén négynyelvű felirattal: Auschwitz-Birkenau • A jeltelen vértanúságuk helye (angolul: The martyrdom of those without graves).